# Stymulanty
Stymulanty – substancje psychoaktywne działające zazwyczaj pobudzająco. Zwykle powodują wiele skutków ubocznych, tym więcej im mocniejsze pobudzenie. Najsilniejsze stymulanty legalnie dostępne są tylko na receptę.
Stymulanty zwiększają aktywność układu współczulnego lub ośrodkowego układu nerwowego. Niektóre stymulanty powodują pewien rodzaj euforii, szczególnie te, które oddziałują na ośrodkowy układ nerwowy. Niektóre stymulanty używane są w medycynie w celu: podtrzymywania czujności i przeciwdziałania zmęczeniu, szczególnie w sytuacjach gdy sen jest niemożliwy (na przykład podczas prowadzenia pojazdów), zapobiegania chorobowemu zmęczeniu i senności (jak w przypadku narkolepsji), odchudzania (fentermina, benzfetamina) czy podnoszenia zdolności koncentracji i skupienia (zwłaszcza w przypadku ADHD). Rzadziej (i tylko wybrane preparaty z grupy Inhibitorów MAO) stosuje się w leczeniu depresji. Stymulanty są często nadużywane przez ludzi chcących zwiększyć swoją sprawność psychiczną i produktywność, a także przez osoby chore na anoreksję. Są też popularne w użyciu rekreacyjnym, ze względu na euforię jaką powodują.
Kofeina zawarta w kawie i napojach bezalkoholowych, a także nikotyna w tytoniu są najbardziej popularnymi wśród ludzi stymulantami.
Przykładami dobrze znanych stymulantów są efedryna, amfetamina, kokaina, metylokatynon, metylofenidat oraz modafinil.
Stymulanty ze względu na swój potencjał uzależnienia i nadużywania są substancjami których obrót podlega ścisłej kontroli państwa. W niektórych krajach amfetamina i metamfetamina są dostępne na receptę. W Polsce jedynymi stymulantami używanymi w medycynie są efedryna, kofeina, metylofenidat i modafinil.
| Neuroprzekaźnik/receptor | Klasyfikacja                                           | Przykłady        |
| ------------------------ | ------------------------------------------------------ | ---------------- |
| Dopamina                 | Inhibitory wychwytu zwrotnego dopaminy                 | kokaina nikotyna |
| Dopamina                 | Substancje powodujące uwalnianie dopaminy              | fenetylaminy     |
| Dopamina                 | Agonisty receptorów dopaminowych                       | lewoamfetamina   |
| Monoaminooksydaza (MAO)  |                                                        |                  |
| Inhibitory MAO           | fenelzyna                                              |                  |
| Adrenalina/Noradrenalina | Inhibitory zwrotnego wychwytu adrenaliny/noradrenaliny | fenetylaminy     |
| Adrenalina/Noradrenalina | Substancje pobudzające receptory adrenergiczne         | fenetylaminy     |
| Adrenalina/Noradrenalina | Agonisty receptorów adrenergicznych                    | fenetylaminy     |
| Adenozyna                | Metyloksantyny (antagonisty receptora adenozynowego)   | kofeina          |
| Glicyna                  | Antagonisty receptora glicynowego                      | strychnina       |